# Borgo San Giovanni
Borgo San Giovanni es una localidad y comune italiana de la provincia de Lodi, región de Lombardía, con 1.597 habitantes.

## Evolución demográfica
| Gráfica de evolución demográfica de Borgo San Giovanni entre 1861 y 2001 |
|                                                                          |
| Fuente ISTAT - elaboración gráfica de Wikipedia                          |